# 아말리 제발트

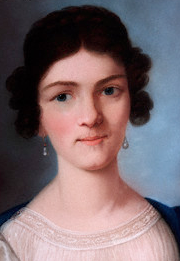
아말리 제발트, 도라 스톡에 의한 초상화

아말리 제발트(Amalie Sebald, 1787년 8월 24일 – 1846년 1월 4일)는 독일의 가수로, 20세기 초반에는 베토벤의 "불멸의 연인"으로 여겨졌던 인물이다.

## 생애
베를린에서 태어난 제발트는 베를린에서 태어났다. 그녀의 아버지는 법률 고문관인 카를 크리스티안 아우구스트 제발트이고, 어머니는 알토, 알스틴 폰 제발트(결혼전 성은 슈바트케)의이다. 나중에 개신교 신부인 카를 리츨과 결혼한 여동생 오귀스트와 마찬가지로 그녀도 소프라노였다. 징아카데미의 기록에는 그녀의 어머니가 1791년, 딸이 각각 1801년과 1802년으로 기록되어 있다. 세 명의 여성은 각각 1794년, 1803년과 1804년에 처음으로 솔리스트로 등장했다.
베토벤은 1811년 여름에 온천 휴양지 테플리체에서 제발트를 만났다. 그녀는 시인인 엘리자 폰 데르 레케 백작 부인과 함께 여행 중이었다. 그 당시 작곡가의 마음은 그녀에게 사로잡혔고, 1812년에 테플리체에서 그녀를 다시 만났다. 그가 그 해 9월에 쓴 편지에는 이런 내용이 있다: "친애하는 아말리. 어제 당신을 떠난 이후로 내 상태는 더 악화되었고, 어제 저녁부터 아직 침대에서 나오지 않았습니다.. 오늘은 소식을 전하고 싶었지만, 다시 당신에게 내 자신이 너무 소중해 보이고 싶다는 생각에 놓아 두었습니다. – 왜 나에게 아무 것도 될 수 없다는 꿈을 꾸나요? 친애하는 아말리, 그것에 대해 구두로 이야기하고 싶습니다. 나는 항상 내 존재가 당신에게 평화와 평온을 가져다주기를 바라고, 당신이 그를 신뢰하기를 바랍니다..." 나중에(1815년 10월 17일) 제발트는 베를린의 법률 고문관인 루트비히 클라우제(약 1781~1825)와 결혼하게 되지만, 오래지 않아 남편을 여인다. 반면 베토벤은 그녀가 결혼하자 미혼으로 남았고, 5년 후 지아나스타시오 데 리오에게 자신은 사랑에 빠진 여성에게 난 몇가지 소망을 가지고 있다고 말했다.
제발트는 결혼 후에도 여전히 노래 교사로 일한 것으로 여겨진다. 그녀의 제자 중 한 명은 릴리 파르타이(1800 – 1829) 였으며, 그녀는 1817년에 그녀의 생일을 맞아 루이제 추 메클렌부르크슈트렐리츠 공녀의 머리카락으로 만든 메달을 그에게 선물했다.

## 베토벤의 연애 편지
베토벤 학자인 볼프강 알렉산더 토마스-산-갈리는 1910년에, 베토벤이 1812년 7월 6일에서 7월 7일 사이에 보헤미아의 온천 휴양지인 테플리체에서 썼다고 밝혀진, 수취인 불명의 유명한 "불멸의 연인" 편지의 수취인이 제발트였다는 설을 제창했다. 토마스-산-갈리의 설은 현재 논의되지 않았다.
제발트는 58세의 나이로 베를린에서 사망했다.